# ブロードバンド!ニッポン I AM 上原奈美
ブロードバンド!ニッポン I AM 上原奈美はLFX mudigiのブロードバンド!ニッポンの水曜日で、パーソナリティは上原奈美が担当の番組。2005年4月5日放送開始、2007年3月28日放送終了。

## 放送時間
- 毎週水曜日17:00～18:00

## ポッドキャスト

### 上原奈美のキレイ塾
2006年
- 4月24日:季節の変わり目に風邪予防とのどのケアを!の巻
- 5月1日:アイシャドーの選び方の巻
- 5月8日:Flower Power～花の持つソコヂカラの巻
- 5月15日:落ち着きの心をいつも忘れずにの巻
- 5月22日:当たり前なようで難しい!?部屋の片付け方の巻
- 5月29日:これで超リラックス!上原奈美流マッサージの極意
- 6月5日:鼻を高くさせたいあなたに、奈美流・高く見せるワザ教えますの巻
- 6月12日:夏だ!ミュールだ!靴ズレ対策の巻
- 6月19日:おいしいドリンクを飲んでキレイになろう!の巻
- 6月26日:キレイな肌を保つ・作るには?の巻
- 7月3日:夏のクーラー対策を真剣に考えたの巻
- 7月10日:きれいな心はきれいな部屋から!リサイクルで整理整頓!の巻
- 7月17日:奈美流!汗のニオイ&べたつき撃退法の巻
- 7月24日:奈美流2006夏ネイル!の巻
- 7月31日:夏休みだよ!2006夏の目標の巻
- 8月7日:いよいよ夏本番!日焼け防止の巻
- 8月14日:鏡をキレイに保つには?の巻
- 8月21日:夏本番、肌をキレイに保つ!の巻
- 8月28日:肌を見せたい乙女に送る 蚊に刺され撃退!の巻
- 9月4日:あれこれ持ちたくてカバンがパンパン!ポーチの分け方の巻
- 9月11日:夏の努力をムダにしない!おなかひきしめ方法の巻
- 9月18日:本を最後までキレイな形で持つの巻
- 9月25日:皮むけ・ささくれ防止の巻
- 10月2日:ヒール疲れのアナタに…の巻
- 10月9日:瞳をキレイに!目のケアの巻
- 10月16日:うっかり風邪ひいちゃったアナタに鼻づまり解消法を伝授!
- 10月23日:増えるばかりのコスメたちをしっかり掃除!の巻
- 10月30日:冬本番に備えて!体ポカポカ術の巻
- 11月6日:食欲の秋!だけどキレイに!甘いものをうまく摂る!
- 11月13日:フトンから出たくなくなるこの時期!目覚めをよくするには?の巻
- 11月20日:朝スッキリ!口の中を清潔に保つには?の巻
- 11月27日:すっきり!さっぱり!顔を洗い上げるの巻
- 12月4日:寒さにも負けない!きれいなベースフェイスの作り方の巻
- 12月11日:ちらっと見える耳をきれいにみせる!の巻
- 12月18日:こんな寒い冬の日には、体を温める方法を学ぶの巻
- 12月25日:ファッションはつま先まで!マニキュアをキレイに塗る方法!

2007年
- 1月1日:冬の風にも負けない髪型を!髪の毛を上手にブローするの巻
- 1月8日:新年ビューティーグッズ紹介
- 1月15日:毛穴のヨゴレを落とす!の巻
- 1月22日:キレイ塾最終章!ガムについて語るの巻

### 上原奈美のヒッチ俳句!
2007年
- 1月29日:今週からリニューアル!記念すべき第1回のテーマは「グロス」
- 2月5日:私が愛するロデオボーイ2の巻!
- 2月12日:無くて七癖!自分のクセを分析の巻。そして一句!
- 2月19日:私はスーパーマーケットが好き!の巻
- 2月26日:ダイエットについて考えよう!の巻
- 3月5日:今週は「健康」について考えるの巻!
- 3月12日:満足できるヘルシー3食メニューの巻
- 3月19日:気になる財布の中身!の巻
- 3月26日:奈美流マニキュアの塗り方・仕上げ方